# Luhanka
Luhanka (Zweeds: Luhango) is een gemeente in de Finse provincie West-Finland en in de Finse regio Centraal-Finland. De gemeente heeft een landoppervlakte van 214,51 km² en telt 692 inwoners (2022).